# Thomas M. Foglietta
Thomas Michael Foglietta (Filadelfia, 3 dicembre 1928 – Filadelfia, 13 novembre 2004) è stato un politico e diplomatico statunitense, membro della Camera dei Rappresentanti per lo stato della Pennsylvania dal 1981 al 1997 e ambasciatore statunitense in Italia dal 1997 al 2001.

## Biografia
Figlio di Michael Foglietta, un politico repubblicano italoamericano, dopo la laurea in legge Foglietta venne eletto nel consiglio comunale della città di Filadelfia. Dopo vent'anni passati nel consiglio cittadino, nel 1975 Foglietta si candidò a sindaco, ma perse le elezioni e andò a lavorare per il Dipartimento del Lavoro.
Nel 1980 si candidò alla Camera dei Rappresentanti come indipendente e riuscì a farsi eleggere sconfiggendo il deputato in carica Ozzie Myers, coinvolto in uno scandalo. Dopo aver vinto le elezioni Foglietta cambiò definitivamente partito ed entrò a far parte dei democratici.
Durante la permanenza al Congresso Foglietta si occupò soprattutto di diritti umani e di politica estera. Nel 1997 l'allora Presidente Clinton lo nominò ambasciatore statunitense in Italia. Venne molto apprezzato dall'opinione pubblica italiana quando, in veste di ambasciatore, prese fermamente posizione subito dopo il massacro del Cermis.
Dopo la fine del mandato presidenziale di Clinton, Foglietta si ritirò a vita privata e scomparve nel 2004 all'età di settantacinque anni.